# Алжирска лига 1

## Алжирско първенство
Алжирският шампионат е създаден през 1962 година. Това е едно от най-известните и развити първенства в Африка

## Клубове през сезон 2008/2009
- АС Хоруб
- АСО Шлеф
- КАББ Ареридж
- КР Белоиздад (Алжир)
- ЕС Сетиф
- ЖС Кабилие (Тизи-Озу)
- ЖСМ Бежая
- МК Алжир
- МК Ел Юлма
- МК Сайда
- МСП Батна
- НА Хюсеин Дей (Алжир)
- РК Куба
- УСМ Алжир
- УСМ Аннаба
- УСМ Блида
- УСМ Ел Харач

## Отбори, отпаднали през 2007/2008
- ВА Тлемсен
- МК Оран
- ОМР Ел Анасер

## Досегашни шампиони
- 1962 – 1963 УСМ Алжир
- 1963 – 1964 ХАМР Анаба
- 1964 – 1965 КР Белкур (Алжир)
- 1965 – 1966 КР Белкур (Алжир)
- 1966 – 1967 НА Хусейн Дей
- 1967 – 1968 ЕП Сетиф
- 1968 – 1969 КР Белкур (Алжир)
- 1969 – 1970 КР Белкур (Алжир)
- 1970 – 1971 МК Оран
- 1971 – 1972 МК Алжир
- 1972 – 1973 ЖС Кабили (Тизи-Узу)
- 1973 – 1974 ЖС Кабили (Тизи-Узу)
- 1974 – 1975 МК Алжир
- 1975 – 1976 МК Алжир
- 1976 – 1977 ЖС Каукаби (Тизи-Узу)
- 1977 – 1978 МП Алжир
- 1978 – 1979 МП Алжир
- 1979 – 1980 ЖЕ Тизи Узу
- 1980 – 1981 РС Куба (Алжир)
- 1981 – 1982 ЖЕ Тизи Узу
- 1982 – 1983 ЖЕ Тизи Узу
- 1983 – 1984 ГКР Маскара
- 1984 – 1985 ЖЕ Тизи Узу
- 1985 – 1986 ЖЕ Тизи Узу
- 1986 – 1987 ЕП Сетиф
- 1987 – 1988 МП Оран
- 1988 – 1989 ЖЕ Тизи Узу
- 1989 – 1990 ЖЕ Тизи Узу
- 1990 – 1991 МО Константин
- 1991 – 1992 МК Оран
- 1992 – 1993 МК Оран
- 1993 – 1994 УС Шауия (Ум Ел-Буахи)
- 1994 – 1995 ЖС Кабилие (Тизи-Узу)
- 1995 – 1996 УСМ Алжир
- 1996 – 1997 КС Константин
- 1997 – 1998 УСМ Ел Хараш
- 1998 – 1999 МК Алжир
- 1999 – 2000 КР Белуиздад (Алжир)
- 2000 – 2001 КР Белуиздад (Алжир)
- 2001 – 2002 УСМ Алжир
- 2002 – 2003 УСМ Алжир
- 2003 – 2004 ЖС Кабили (Тизи-Узу)
- 2004 – 2005 УСМ Алжир
- 2005 – 2006 ЖС Кабили (Тизи-Узу)
- 2006 – 2007 ЕС Сетиф
- 2007 – 2008 ЖС Кабилие (Тизи Узу)
- 2008 – 2009 ЕС Сетиф